# Група армии „Север“
Група армии „Север“ (на немски: Heeresgruppe Nord) е групиране на високо ниво на командването на военни единици на Германия през Втората световна война. Групата армии свързва операциите при прилагането на корпусите, резерва и артилерията.

## История
Първото използване на група армии „Север“ е в нападението над Полша през 1939 г., където в състава ѝ влизат 3-та и 4-та армии и четири пехотни дивизии в резерв (10-а, 73-та, 206-а и 208-а). В операцията е командвана от Федор фон Бок.
Германия използва три групи армии при нападението над СССР през 1941 година (операция Барбароса): група армии „Север“, командвана от фелдмаршал Вилхелм Ритер фон Лееб, група армии „Център“, под командването на фелдмаршал Федор фон Бок и група армии „Юг“, начело с фелдмаршал Герд фон Рундщет.
През септември 1941 г. испанската Синя дивизия е прехвърлена към група армии „Север“.
Целите на тази група армии през 1941 година са да завладее балтийските републики и Ленинград. Постига първата цел, но не успява да превземе втората. Все пак, докато балтийските републики са завладени, германската обсада на Ленинград завършва през 1944 година. През тази година обсадата е свалена и градът е освободен от съветските войски.
На 25 януари 1945 година Хитлер преименува трите групи армии. Група армии „Север“ става група армии „Курландия“, която е отрязана от другите армии и хваната в капан в Курландия, група армии „Център“ става група армии „Север“, а група армии „А“ става група армии „Център“.
|  | Тази страница частично или изцяло представлява превод на страницата Army Group North в Уикипедия на английски. Оригиналният текст, както и този превод, са защитени от Лиценза „Криейтив Комънс – Признание – Споделяне на споделеното“, а за съдържание, създадено преди юни 2009 година – от Лиценза за свободна документация на ГНУ. Прегледайте историята на редакциите на оригиналната страница, както и на преводната страница, за да видите списъка на съавторите. ВАЖНО: Този шаблон се отнася единствено до авторските права върху съдържанието на статията. Добавянето му не отменя изискването да се посочват конкретни източници на твърденията, които да бъдат благонадеждни. |